# Donita Sparks
Donita Sparks (Chicago, 1963) es una cantante, guitarrista y compositora de rock estadounidense.
Con 22 años ya residía en Los Ángeles, donde en 1985 fundó, junto con Suzi Gardner, el grupo de punk rock femenino L7, perteneciente al movimiento Riot Grrrl y clasificadas en su época dentro del grunge. Se disolvieron en 2000 con un total de seis álbumes de estudio, además de recopilatorios y directos.
En 2008 apareció Transmiticate, su primer álbum en solitario y acreditado a Donita Sparks & The Stellar moments.
Desde su época de L7 entró en contacto con el movimiento feminista y otros movimientos culturales progresistas. En 1991 L7 organizaron el primero de los conciertos Rock for Choice («Rock para decidir», en castellano), cuyos beneficios iban al movimientos Pro-elección y en el que actuaron, además de L7, Nirvana, Hole y Sister Double Happiness.  Desde julio de 2006 escribe una entrada semanal titulada The spine I'm in en el blog www.firedoglake.com.

## Discografía

### En solitario
- Transmiticate (SparksFly Records, 2008).

### Con L7
- L7 (Epitaph Records, 1988)
- Smell the Magic (Sub Pop, 1990)
- Bricks Are Heavy (Slash Records, 1992)
- Hungry for Stink (Slash Records, 1994)
- The Beauty Process: Triple Platinum (Slash Records, 1997)
- Live: Omaha To Osaka (Man's Ruin Records, 1998)
- Slap-Happy (Wax Tadpole Records, 1999)
- The Slash Years (Slash Records, 2000)